# 패랭이꽃
패랭이꽃(Dianthus chinensis)은 석죽과에 속하는 여러해살이풀이다.

## 분포
한국 각지에 널리 분포해 있는 풀로 관상용으로 많이 심는다. 한자어로 구맥(瞿麥)이라고 하며, 이명으로는 석죽화(石竹花)·거구맥(巨句麥)·대란(大蘭)·산구맥(山瞿麥)·남천축초(南天竺草)·죽절초(竹節草) 등이 있다.

## 특징
높이가 30cm에 달하고 한 뿌리에서 여러 줄기가 나와 곧추 자라며 전체에 분백색(粉白色)이 돈다. 잎은 마주나고 선형 또는 피침형으로서 끝이 뾰족하며 밑부분이 서로 합쳐져서 짧게 통처럼 되고 가장자리가 밋밋하다. 꽃은 6-8월에 피며 윗부분에서 약간의 가지가 갈라지고 그 끝에서 꽃이 1개씩 핀다. 꽃잎은 5개이고 열매는 삭과로 끝에서 4개로 갈라진다. 꽃과 열매가 달린 전체를 그늘에서 말려 약용한다. 동물실험 결과 이뇨작용이 현저하고 토끼나 개의 장관 흥분작용이 나타났으며, 전탕액은 혈압을 내려주는 효과가 인정되었다. 임상적으로는 신장염·방광염·요도염 등에 활용되고 눈이 충혈되면서 아픈 증상에 긴요하게 쓰인다. 성분으로는 신선한 것에서 수분·단백질·섬유질·회분·인산 등이 검출된다.

## 재배 및 관리
토질은 비교적 가리지 않는 편이나 배수가 잘 되는 사질양토에서 잘 자란다. 내한성, 내건성이 강해 재배하기 쉬운 야생화다. 양지식물이므로 햇빛이 잘 드는 곳에 심는다. 화분에 심을 때는 부엽, 배양토, 모래를 3대 5대 2로 섞어 쓴다. 꽃이 진 뒤 바로 꽃대를 잘라주면 9~10월에 다시 한 번 꽃을 볼 수 있다.

## 사진

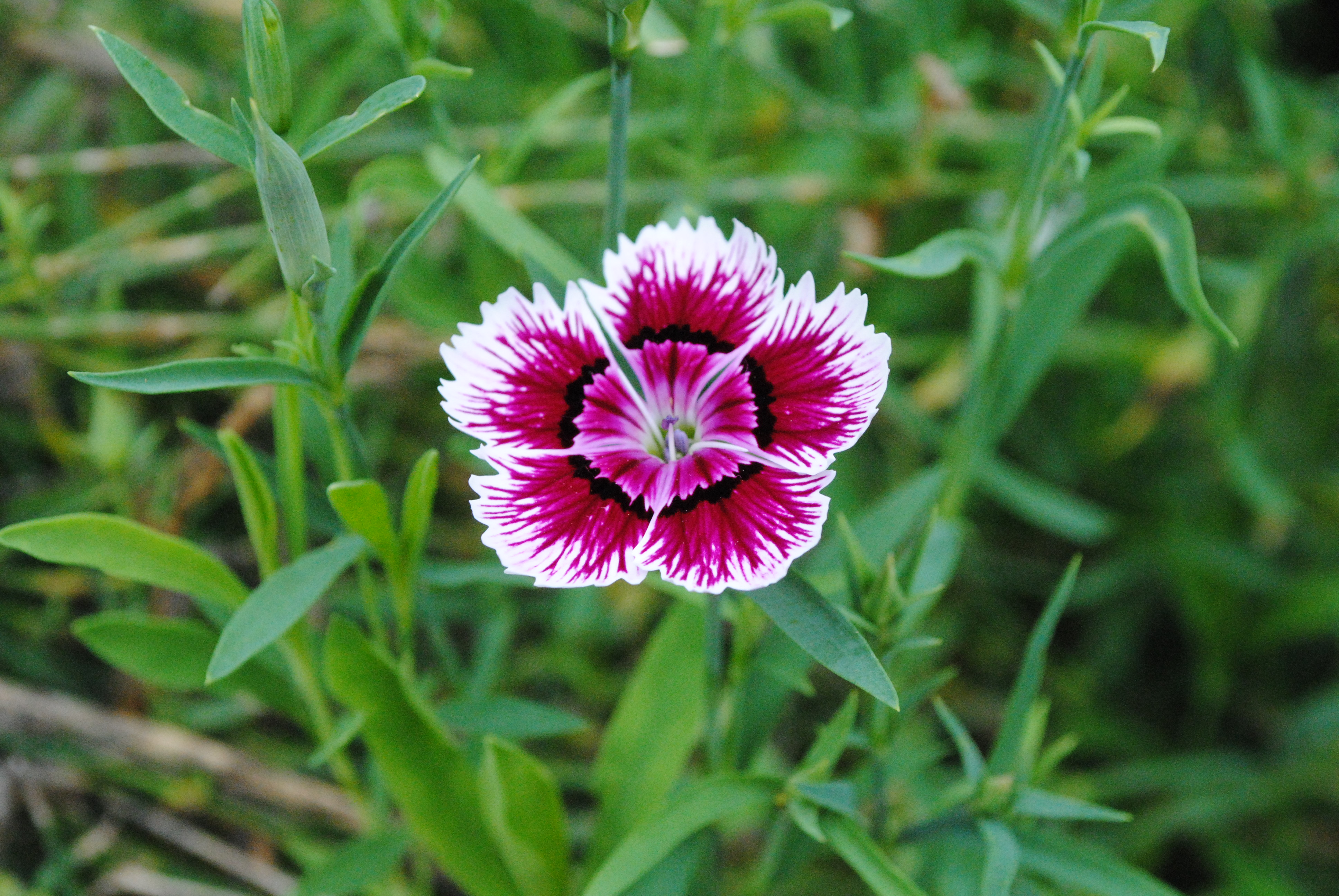
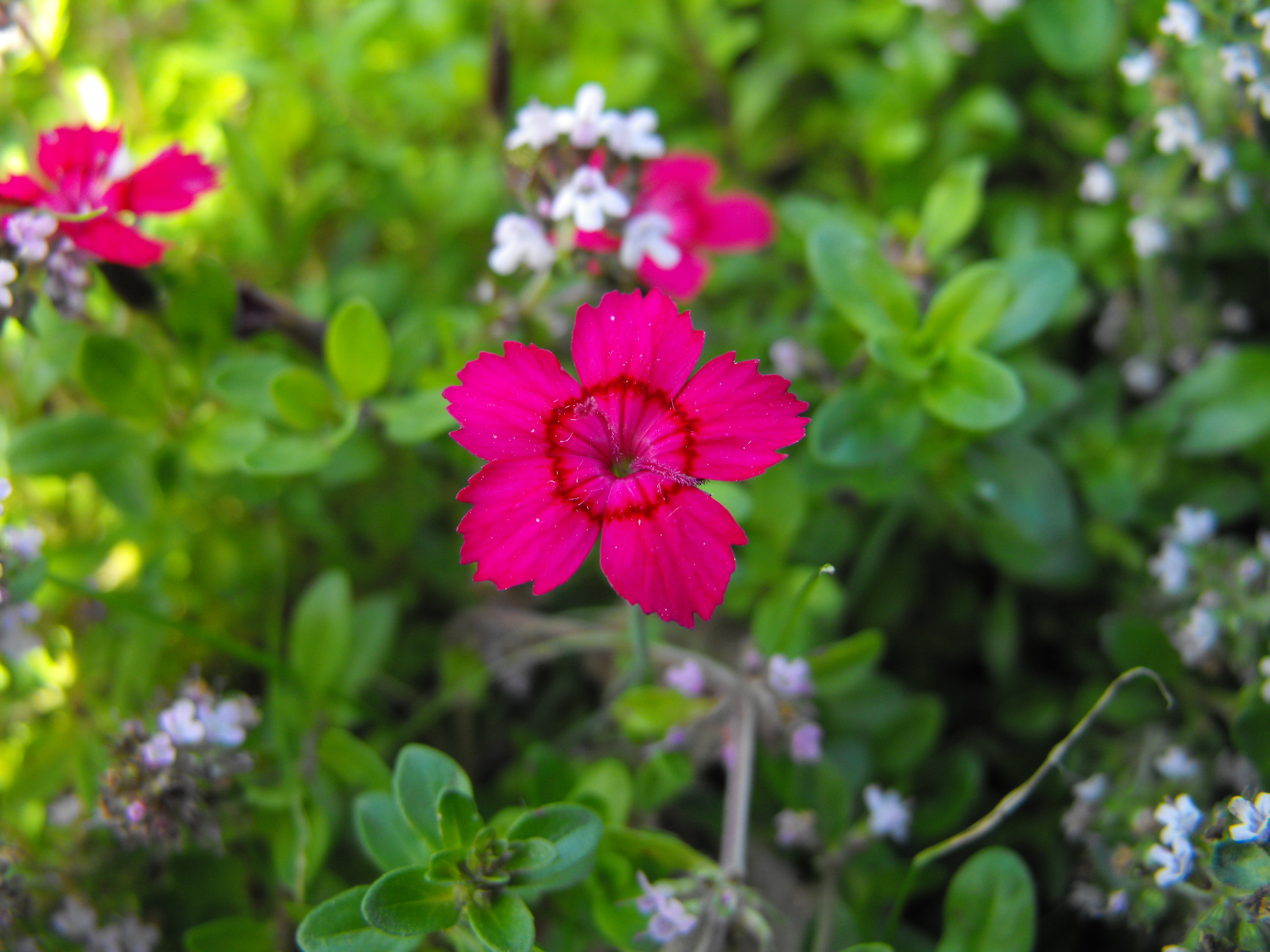
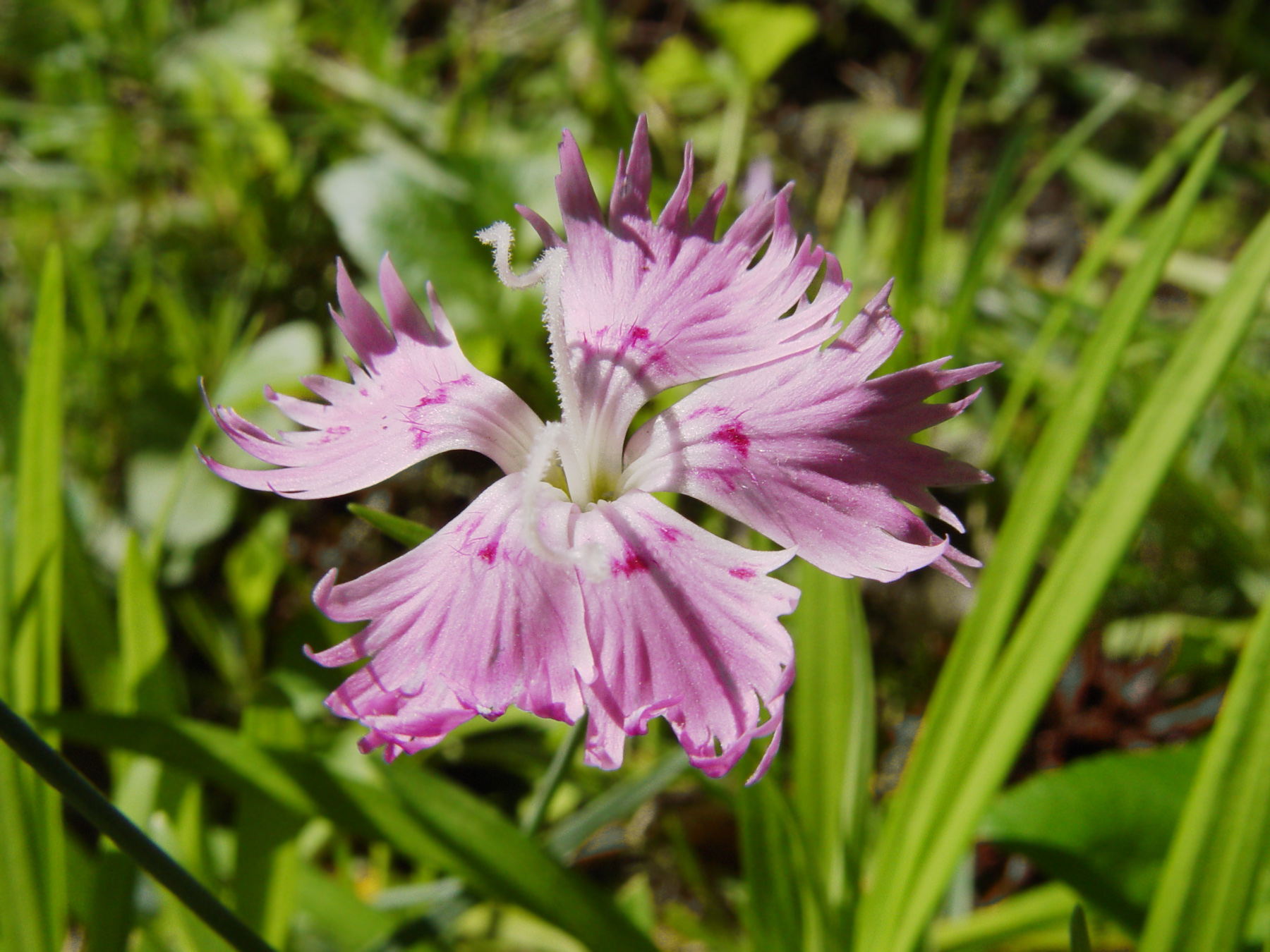
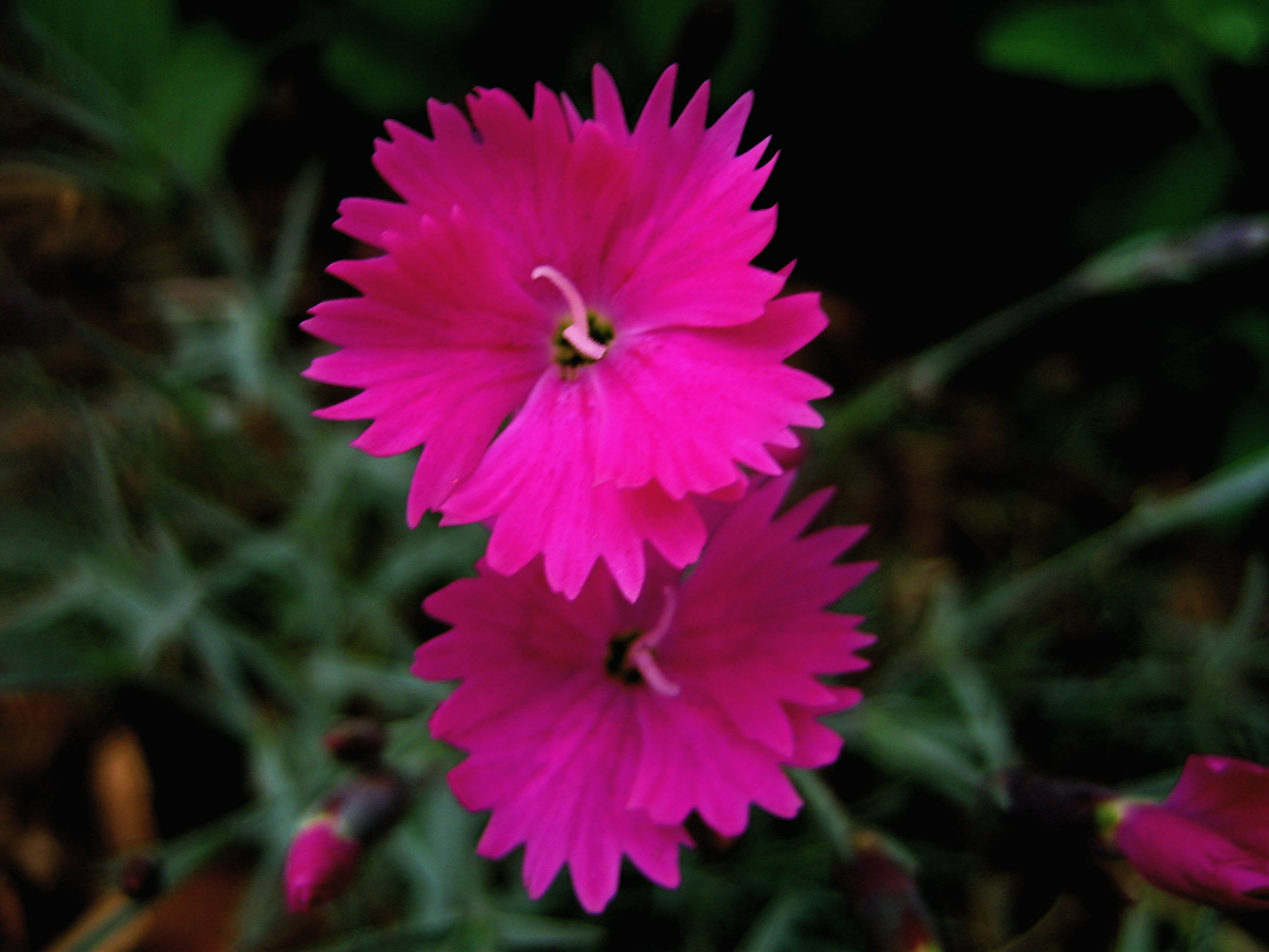